# Evangeliari d'Ostromir
L'Evangelari d'Ostromir (rus: Остроми́рово Ева́нгелие Ostromírovo Ievànguelie) és el llibre més antic conegut en eslau oriental. L'Evangelari d'Ostromir va ser creat per diaca Gregori per al seu patró, el possàdnik Ostromir de Nóvgorod, en 1056 o 1057 (l'any 6564, en el seu sistema de cites), probablement com un regal per a un monestir.

## El llibre
El llibre és un leccionari i evangeliari, en un manuscrit il·luminat que conté només les lectures dels dies festius i els diumenges. El manuscrit, escrit en uncial, consta de 294 fulls de pergamí de bona qualitat. Cada pàgina conté divuit línies. El llibre es tanca amb un avís de l'escriba sobre les circumstàncies de la seva creació.
Han arribat fins a nosaltres tres retrats dels evangelistes, fets per dos artistes diferents, i moltes pàgines tenen elements decoratius. L'estreta semblança entre això i les pàgines equivalents al leccionari de Mstislav suggereix que tots dos es basen en un prototip comú, ara perdut. Els dos artistes que van produir els retrats dels evangelistes estan tots dos molt influïts pels models romans d'Orient, però l'estil dels retrats dels sants Marc i Lluc semblen derivar de les plaques esmaltades romanes d'Orient més que de manuscrits.

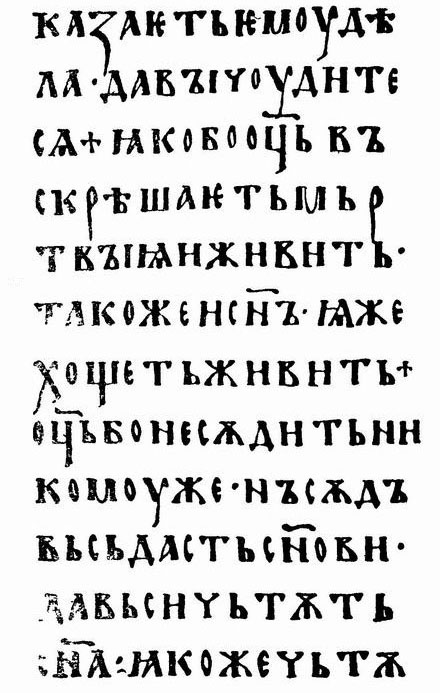
Evangelari d'Ostromir

De Nóvgorod, que mai va ser ocupada pels mongols, han arribat fins a nosaltres més manuscrits russos primerencs que de qualsevol altre centre.

## Història posterior
Es creu que el llibre va ser pres d'un dels monestirs de Nóvgorod per a la col·lecció personal dels tsars de Rússia en el Kremlin de Moscou, en el qual es va registrar per primera vegada en 1701. Pere el Gran va ordenar que fos portat a Sant Petersburg, on no hi va haver cap menció d'ell fins al 1805, quan es va descobrir al vestidor de Caterina la Gran.
L'Evangeliari fou dipositat a la Biblioteca Pública Imperial de Sant Petersburg, on roman en l'actualitat. Aleksandr Vostókov va ser el primer a estudiar-lo a fons, i va demostrar que l'eslau eclesiàstic del manuscrit reflecteix el teló de fons lingüístic de l'antic eslau oriental de l'escriba. La primera edició facsímil va ser publicada sota la supervisió de Vostókov en 1843.
En 1932, al Departament de Manuscrits de la Biblioteca Pública de l'Estat Saltikov-Sxedrín (anteriorment Biblioteca Pública Imperial), per un problema que hi havia amb l'aigua es va fer venir un lampista. Aquest, en veure el revestiment de plata que adornava la tapa del llibre, va trencar les vitrines de vidre, va arrencar el revestiment, i va ocultar el llibre en un armari. Tot i que el llibre es va recuperar ràpidament, fins a la data no s'ha reemplaçat el revestiment.